# 84 Puppis
84 Puppis (v² Puppis) é uma estrela na direção da Puppis. Possui uma ascensão reta de 07h 18m 38.19s e uma declinação de −36° 44′ 33.9″. Sua magnitude aparente é igual a 5.11. Considerando sua distância de 836 anos-luz em relação à Terra, sua magnitude absoluta é igual a −1.93. Pertence à classe espectral A0V. É uma estrela variável Beta Cepheu.